# Paweł Beylin

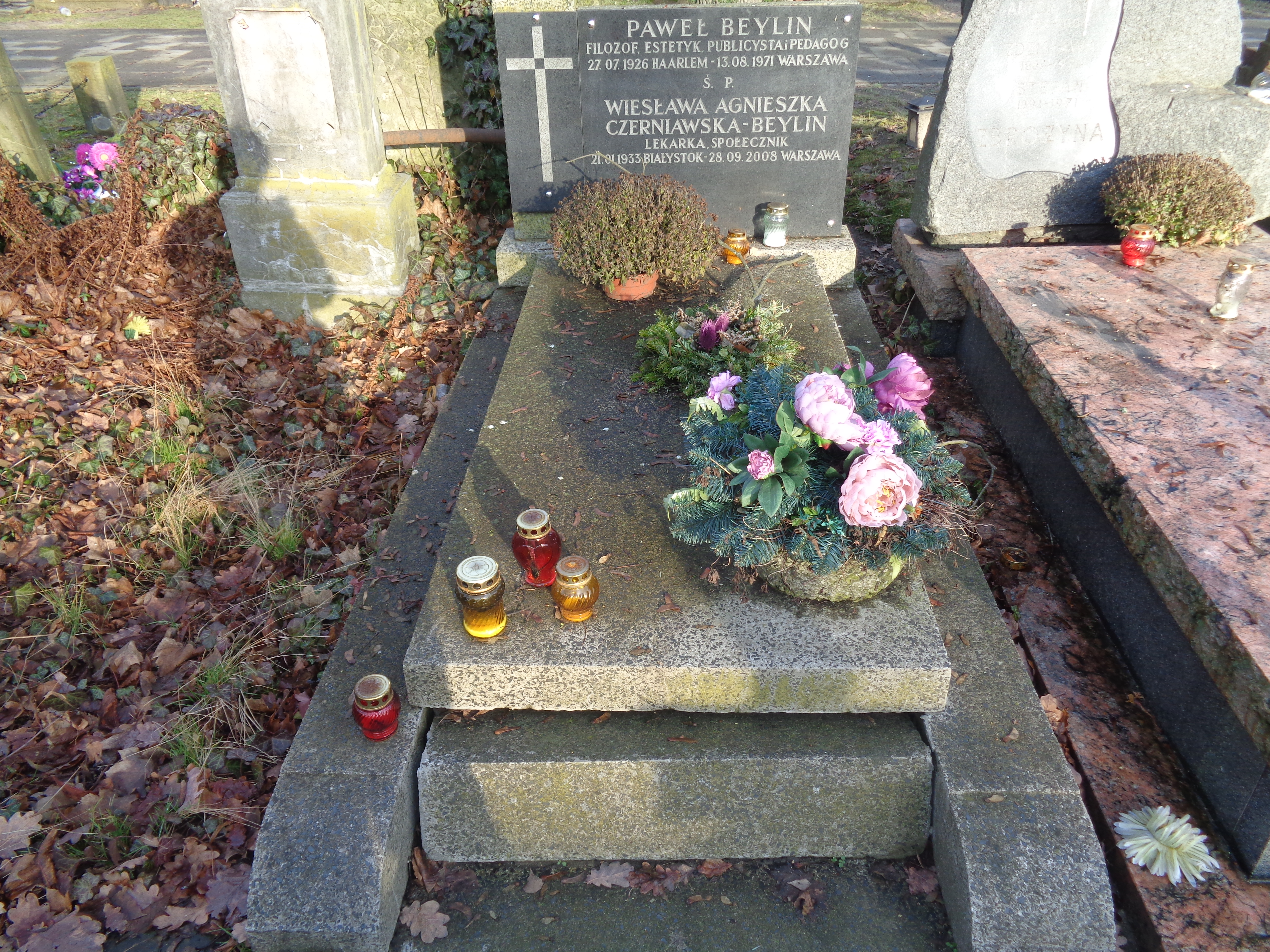
Grób Pawła Beylina na Cmentarzu Wojskowym na Powązkach

Paweł Beylin (ur. 27 lipca 1926 w Haarlemie, zm. 13 sierpnia 1971 w Warszawie) – polski socjolog muzyki, publicysta i tłumacz.

## Życiorys
Był synem Gustawa Beylina (1889–1940), prawnika, komediopisarza i tłumacza. Dzieciństwo i młodość spędził w Warszawie. W 1938 rozpoczął naukę w Gimnazjum im. Tadeusza Reytana w Warszawie. Po wybuchu II wojny światowej przebywał w Komorowie i Milanówku. W 1943 został wywieziony na roboty przymusowe do Niemiec. Wiosną 1945 odzyskał wolność i wstąpił do Polskich Sił Zbrojnych na Zachodzie. Jesienią tegoż roku znalazł się w Paryżu, gdzie zdał maturę, a następnie studiował w tamtejszym Instytucie Nauk Politycznych i École normale de musique. Jesienią 1947 powrócił do Polski i rozpoczął studia socjologiczne na Uniwersytecie Warszawskim zakończone magisterium w 1952. Od 1949 był członkiem Polskiej Zjednoczonej Partii Robotniczej. W latach 1952–1954 studiował w Instytucie Kształcenia Kadr Naukowych, następnie w latach 1954–1957 w Instytucie Nauk Społecznych przy KC PZPR. Od 1954 do 1968 był wykładowcą filozofii, socjologii i estetyki w Państwowej Wyższej Szkole Muzycznej w Warszawie, wykładał także w Państwowej Wyższej Szkole Teatralnej tamże.
Pracę dydaktyczną i naukową łączył z publicystyką. M.in. w latach 1955–1957 był zastępcą redaktora naczelnego „Przeglądu Kulturalnego”. W latach 1956–1957 w swojej publicystyce i pracy redakcyjnej angażował się na rzecz przemian demokratycznych ustroju komunistycznego. W 1956 został ukarany naganą partyjną za opublikowanie w kwietniu 1956 wspomnień Arnolda Słuckiego, w których wzmiankowano panujący w ZSRR antysemityzm, w 1957 został usunięty z redakcji, jakkolwiek w dalszym ciągu publikował w piśmie. W latach 1965–1971 był członkiem redakcji i felietonistą „Ruchu Muzycznego”, publikował także w „Polityce”, w rubryce „Dziennik lektury”.
W 1966 był jednym z inicjatorów i sygnatariuszem listu protestacyjnego przeciwko usunięciu z PZPR Leszka Kołakowskiego, w wyniku czego również usunięto go z partii.
Za życia opublikował tom Ideał i praktyka: szkice i kroniki (1966), pośmiertnie wydano zbiory Autentyczność i kicze: artykuły i felietony (1975) oraz O muzyce i wokół muzyki: felietony (1975 – w wyborze Bohdana Pocieja). Przetłumaczył także z francuskiego książkę Wyobrażenie: fenomenologiczna psychologia wyobraźni Jeana-Paula Sartre’a (1966) oraz prace Henriego Bergsona zebrane w tomie Myśl i ruch; Wstęp do metafizyki; Intuicja filozoficzna; Postrzeżenie zmiany; Dusza i ciało (1963 – wspólnie z Kazimierzem Błeszyńskim).
Był bratankiem Karoliny Beylin i Stefanii Beylin, które wychowywały go w dzieciństwie, oraz ojcem Marka Beylina. Został pochowany na Cmentarzu Komunalnym na Powązkach (kwatera B17-2-9).